# 久光重貴
久光 重貴（ひさみつ しげたか、1981年7月8日 - 2020年12月19日）は、神奈川県出身のフットサル選手。フットサル日本代表。

## 経歴
1981年、神奈川県に生まれる。1987年、小学校1年から横浜サッカークラブつばさに入団しサッカーを始める。1993年、セレクションに参加した約500人中9人の狭き門を突破しヴェルディ川崎（現東京ヴェルディ）ジュニアユースに入団し中学時代の3年間プレー。中学卒業後、高校サッカーの名門・帝京高校に進学し、ナオト・インティライミとの出会いをきっかけにカスカヴェウ（現ペスカドーラ町田）の一員となる。2008年、湘南ベルマーレフットサルクラブに移籍。
2009年にはフットサル日本代表にも選出されたが、2011年に骨髄炎を発病。後に復帰するも、その後2013年7月のメディカルチェックで右上葉肺腺癌が発見された。
2014年からは日本肺癌学会肺がん医療向上委員会広報大使として活動、2015年7月に一般社団法人Ring Smile(リングスマイル)を設立し、小児がんなどの患者・家族の支援活動を展開。
2020年12月19日に死去。39歳没。

## 著書
- 『がんでもプレーを続ける元フットサル日本代表～笑顔のパス～』 ガイドワークス (2015/7/1)